# Le Tambourin fantastique
Le Tambourin fantastique er en fransk stumfilm fra 1907 af Georges Méliès.